# Incudine
Incudine är en ort och kommun i provinsen Brescia i regionen Lombardiet i Italien. Kommunen hade 368 invånare (2018).